# Puente de la Integración de Acre
Die Puente de la Integración de Acre (auf Portugiesisch Ponte da Integração) ist eine Brücke über den Rio Acre an der Grenze zwischen Peru und Brasilien, über die die Carretera Transoceánica führt. Sie liegt in der Nähe des Dreiländerecks Peru-Brasilien-Bolivien. Die nächstgelegenen Städte sind Iñapari in Peru, Assis Brasil in Brasilien und San Pedro de Bolpebra in Bolivien.
Der Bau der Brücke begann im August 2004 und kostete insgesamt über 10 Millionen US-Dollar. Im Januar 2006 wurde die Brücke von den Präsidenten Alejandro Toledo und Luiz Inácio Lula da Silva eingeweiht.